# ヤギ属
ヤギ属（ヤギぞく、Capra）は、偶蹄目ウシ科に属する属。

## 分布
アフリカ大陸北東部、ユーラシア大陸

## 形態
尾はやや長く、尾の下面基部は体毛で被われない裸出部と臭腺がある。
雌雄共に鎌状の角があり、一部がカーブする種もいる。角基部の断面は三角形や四角形。眼下部（眼下腺）や後肢内側基部（鼠蹊腺）、蹄の間（蹄間腺）に臭腺がない。涙骨には窪みがない。
オスは下顎に髭状の体毛が伸長する。メスは角がより小型で、角の表面が滑らか。乳頭の数は2個。

## 分類
以下の分類・英名はMSW3(Grabb, 2005)を基に、和名は今泉(1988)に従う。カフカスツールはMSW3ではカフカスアイベックスの亜種として扱っているが、IUCNでは独立種として扱っているためひとまず本項でもそれに従う。
- Capra aegagrus[7] パサン Wild goat[4]
- Capra caucasica カフカスアイベックス West Caucasian tur[4]
- Capra cylindricornis カフカスツール East Caucasian tur[4]（カフカスアイベックスの亜種とする説もある[1][3]）
- Capra falconeri マーコール Markhor[4]
- Capra hircus ヤギ Goat
- Capra ibex アルプスアイベックス Alpine ibex
- Capra nubiana ヌビアアイベックス Nubian ibex[4]
- Capra pyrenaica スペインアイベックス Spanish ibex
- Capra sibirica シベリアアイベックス Siberian ibex
- Capra walie ワリアアイベックス[8] Walia

## 生態
高山、断崖、草原、森林などに生息する。大規模な群れを形成して生活する。オスは体に尿をかけるため、臭いを発する。
食性は植物食で、木の葉や枝、草を食べる。
繁殖形態は胎生。1回に主に2頭の幼獣を産む。

## 人間との関係
パサンが家畜化され、ヤギになったと考えられている。
開発や放牧による生息地の破壊、家畜との競合や交雑、角目的の乱獲などにより生息数が減少している種もいる。

## 画像

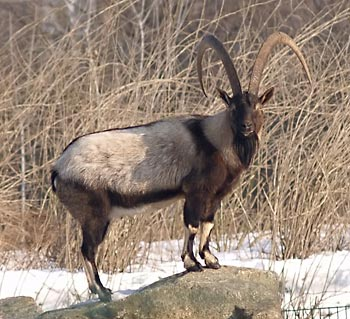
パサン C. aegagrus
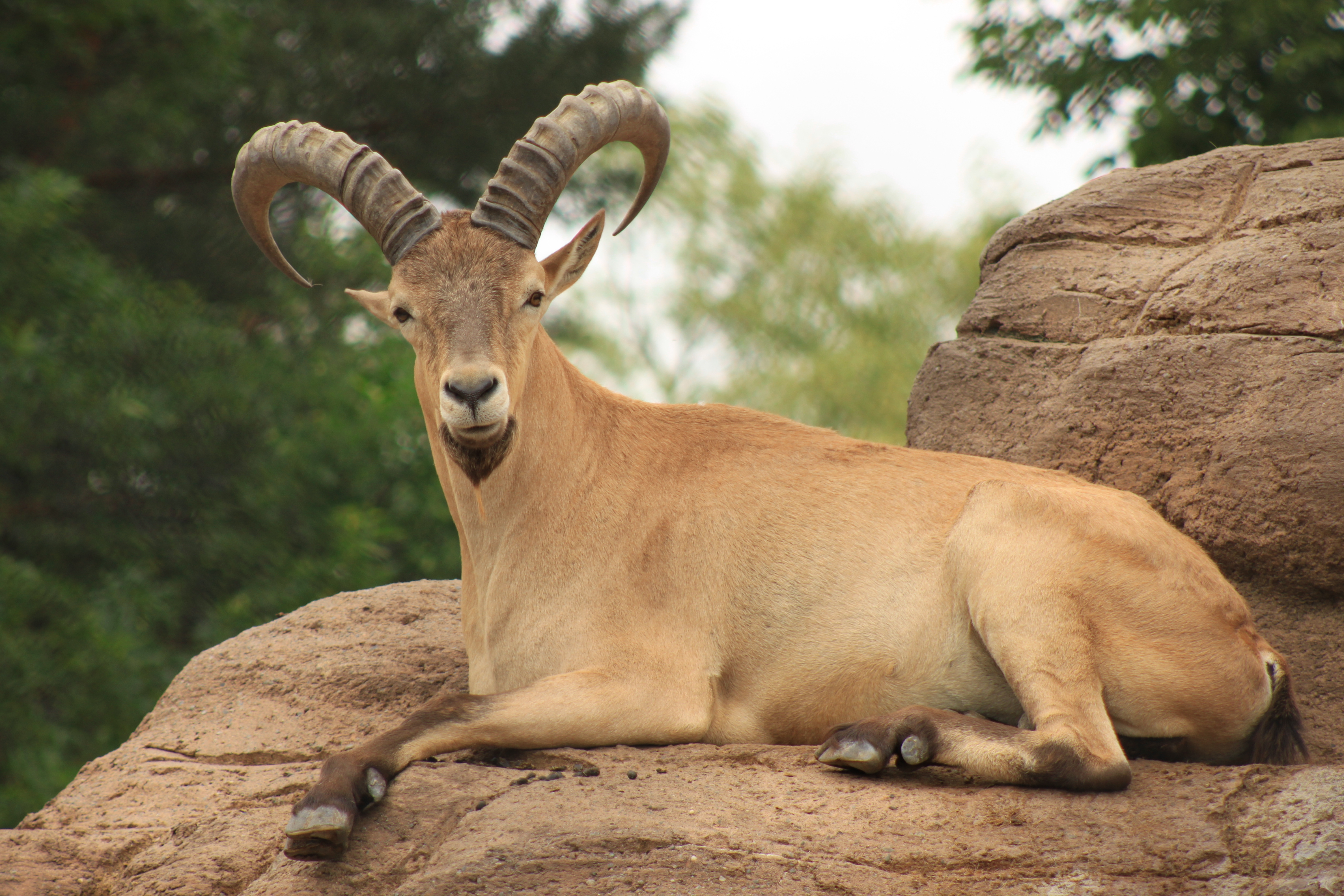
カフカスアイベックス C. caucasica
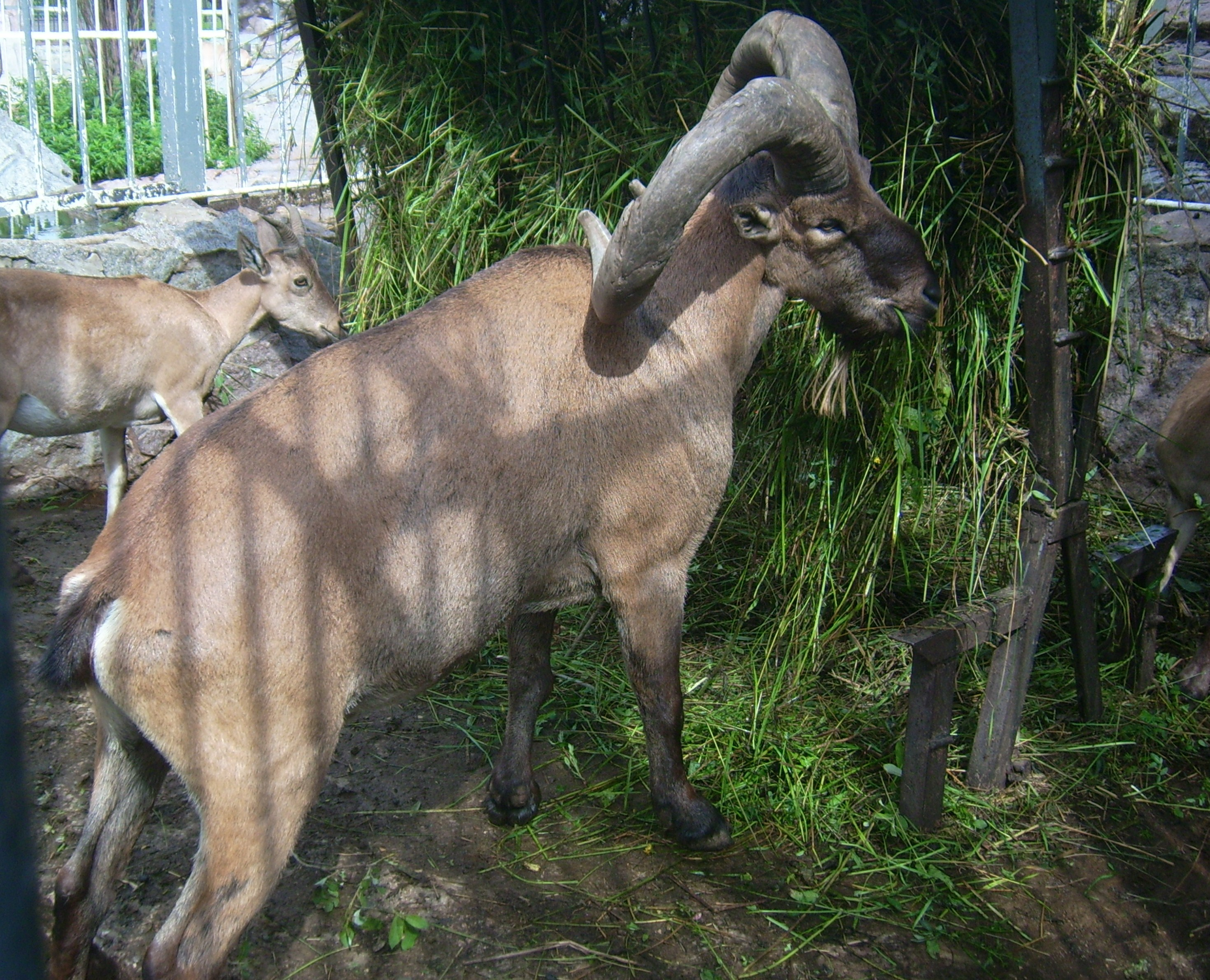
カフカスツール C. cylindricornis
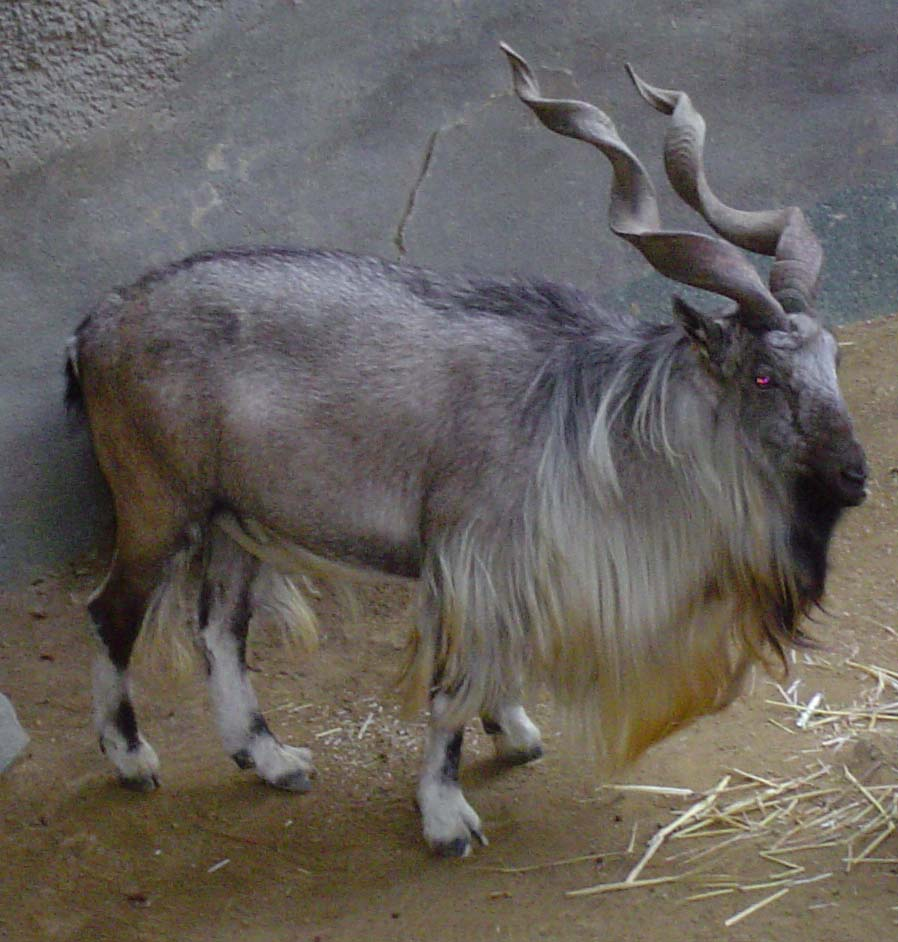
マーコール C. falconeri
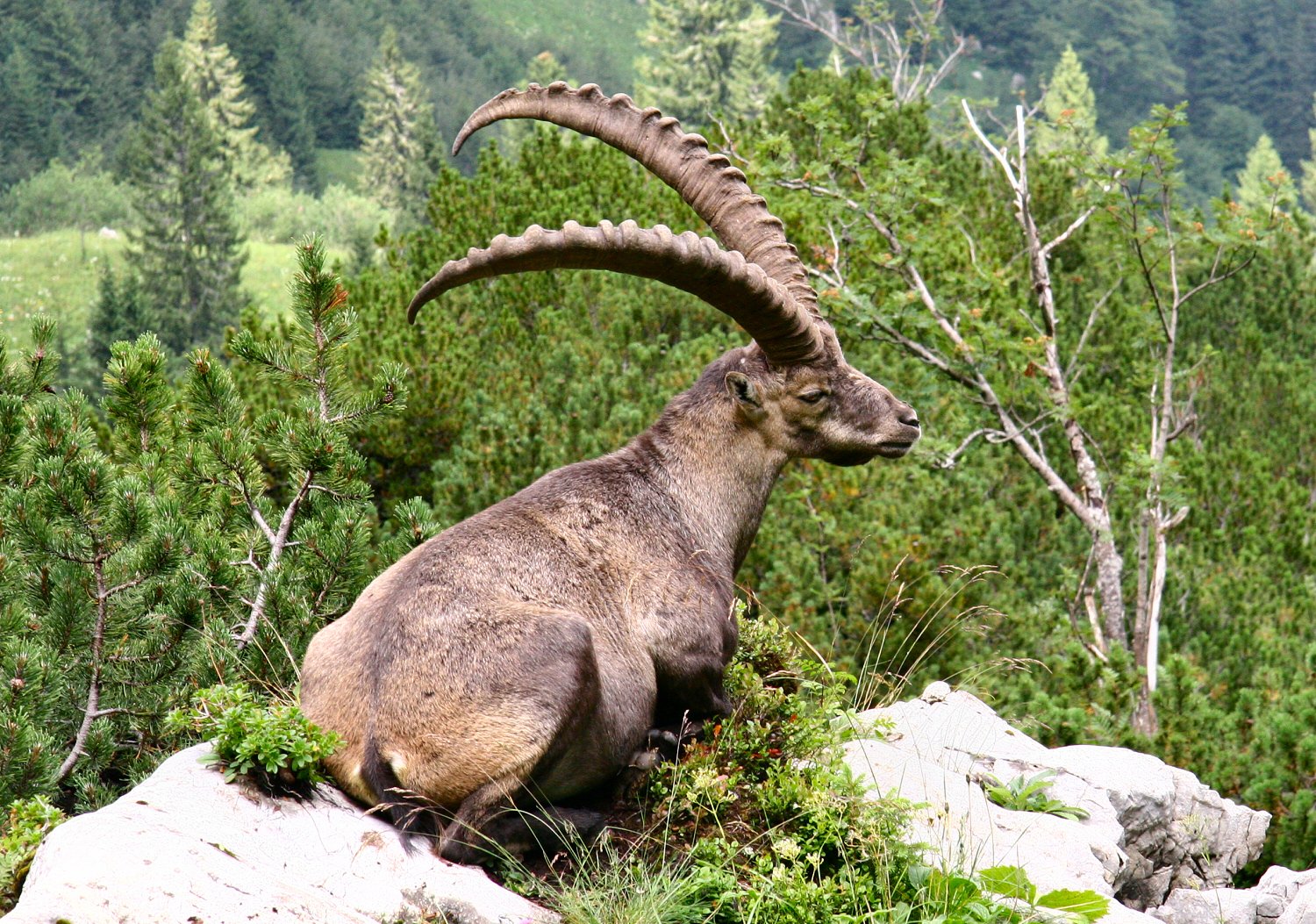
アルプスアイベックス C. ibex
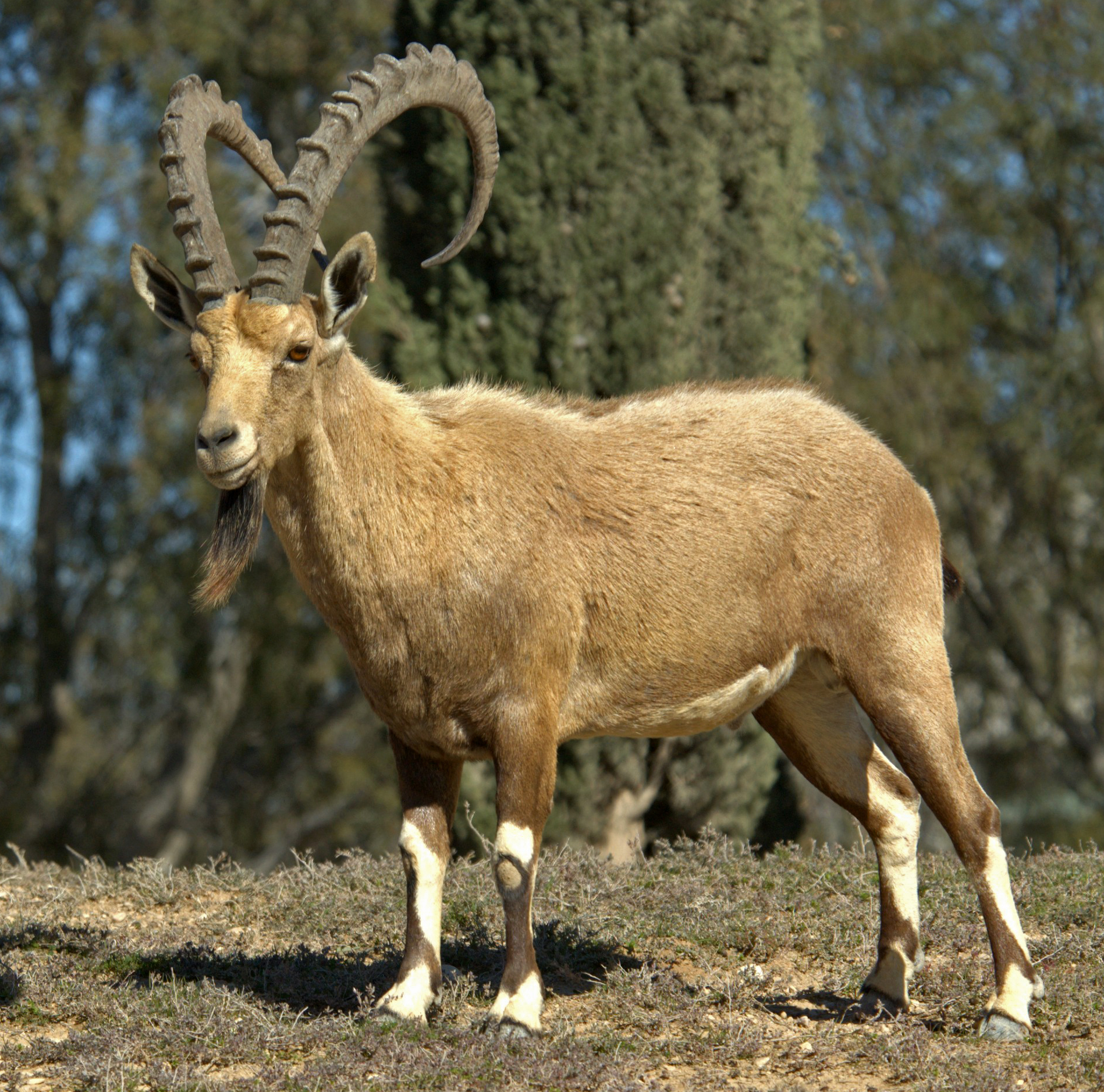
ヌビアアイベックス C. nubiana
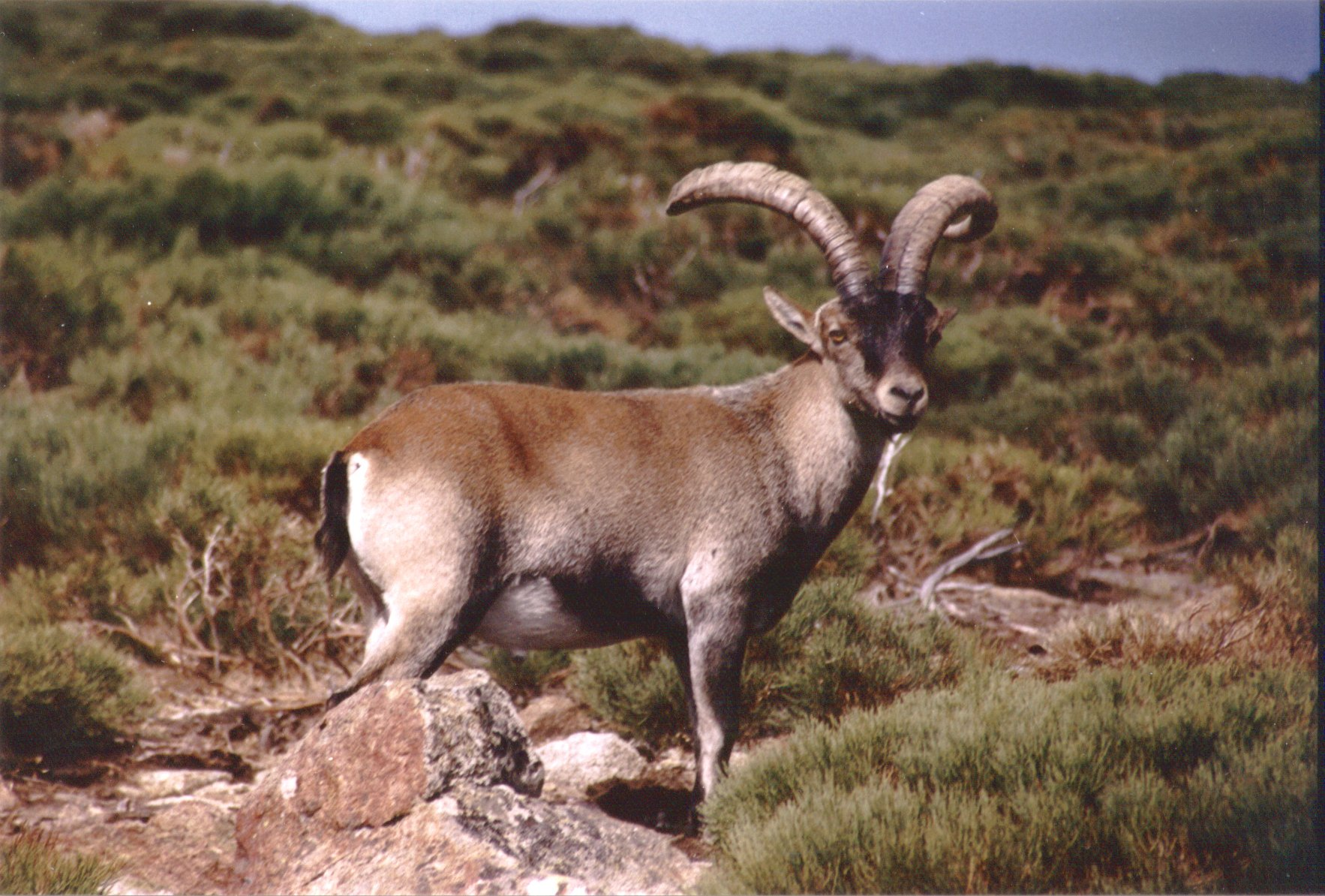
スペインアイベックス C. pyrenaica
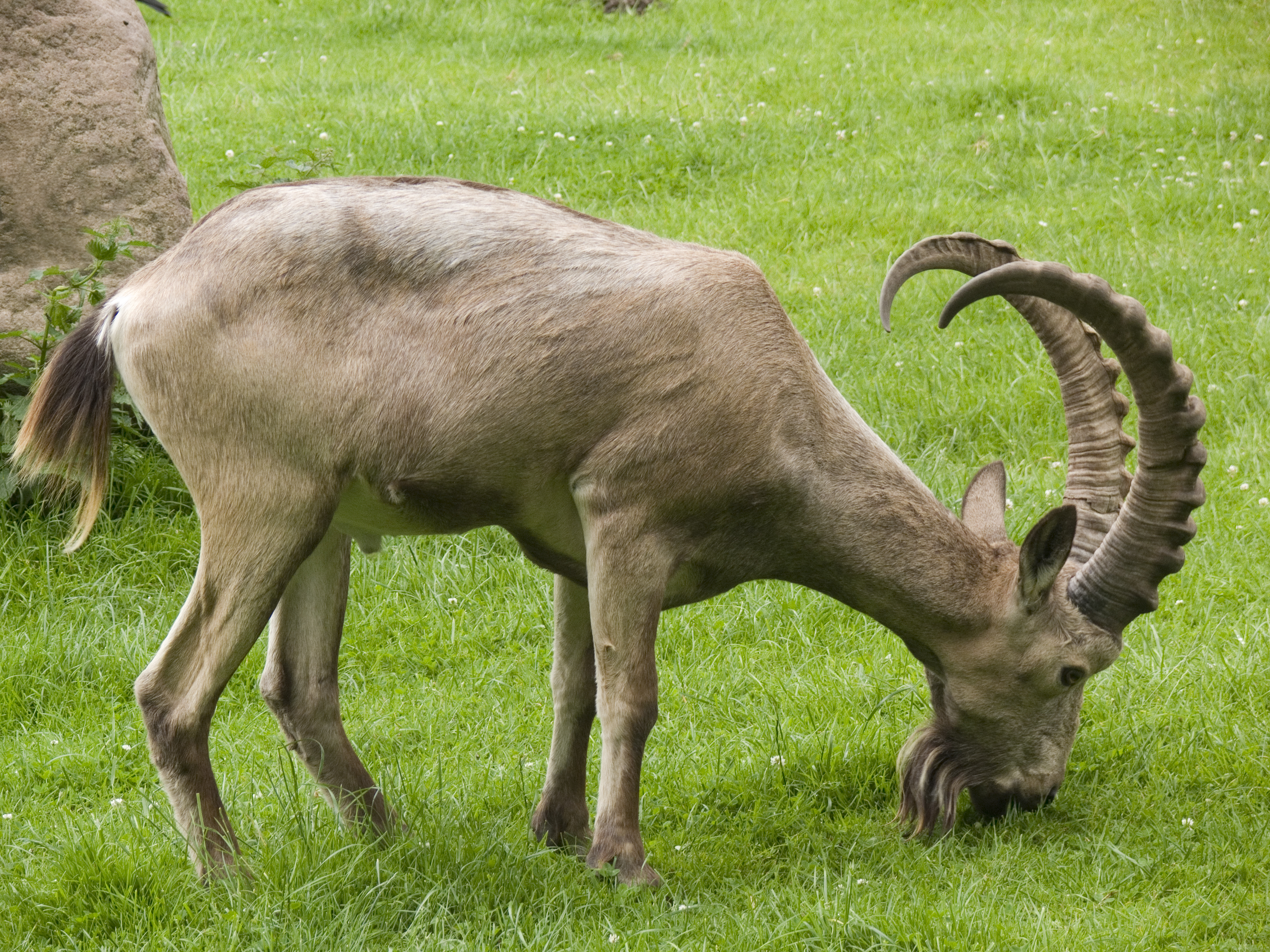
シベリアアイベックス C. sibirica
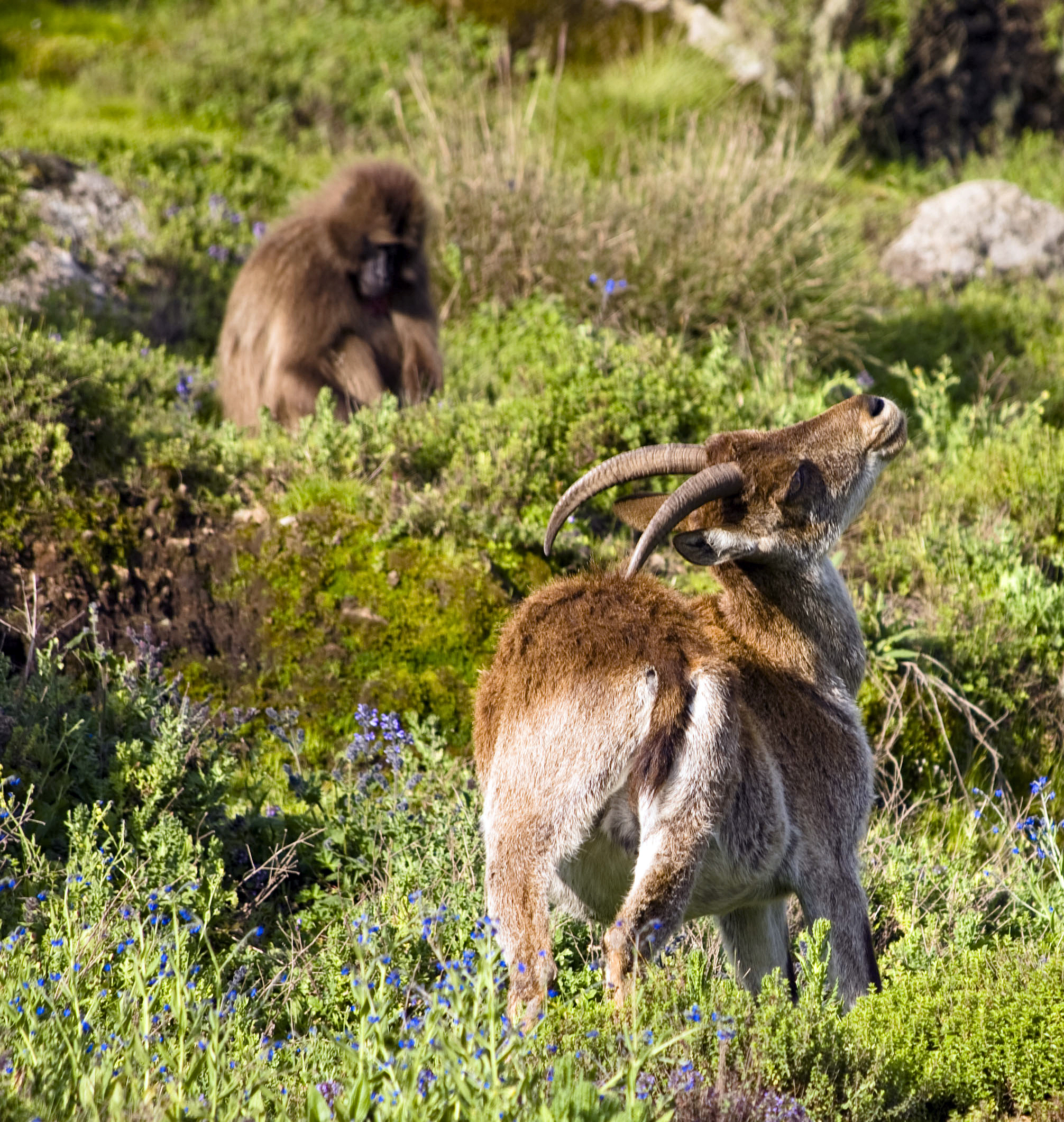
ワリアアイベックス C. walie